# تاریخ کاتالان

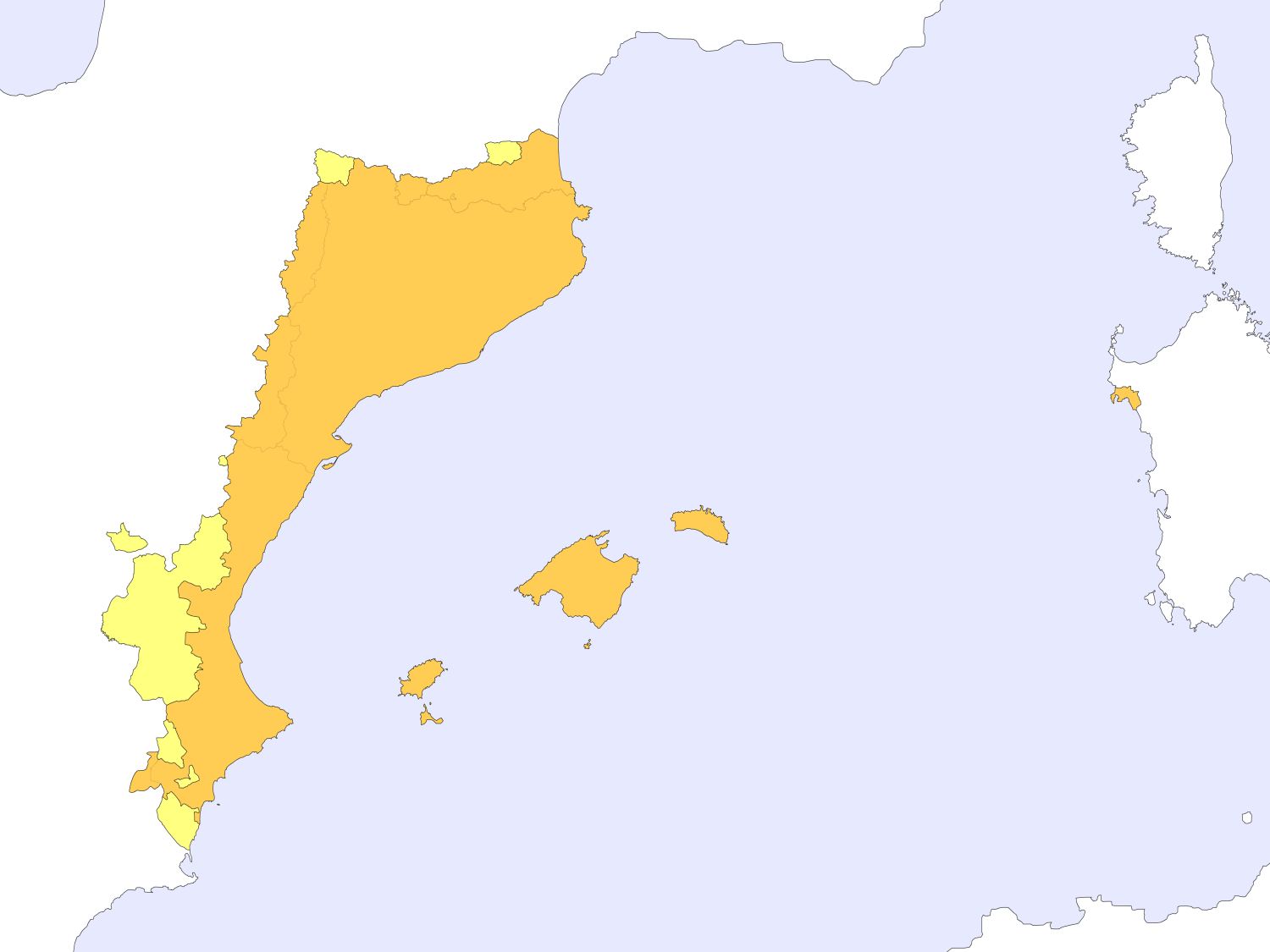
گستره زبان کاتالان

زبان کاتالان از لاتین عامیانه در کوه‌های پیرنه میان فرانسه و اسپانیا ریشه گرفته‌است. این زبان در سده نهم میلادی از سایر زبان‌های رومی جدا شد.  در آن زمان، هنگامی که کنت‌های کاتالان‌ها قلمرو مسلمانان را تسخیر کردند، کاتالان به سرعت در سراسر شبه‌جزیره ایبری گسترش یافت.  در قرن یازدهم، زبان کاتالان در چندین سند فئودالی حضور داشت.  کاتالان در قرن ۱۵ در سراسر مدیترانه به دلیل رونق شهر والنسیا رایج بود. 
در سال ۱۶۵۹، با امضای پیمان پیرنه سرکوب کاتالان آغاز شد. لوئی چهاردهم فرمانی صادر کرد که استفاده از کاتالان در کاتالونیا شمالی را ممنوع می‌کرد. این سرکوب در زمان انقلاب فرانسه که جمهوری اول فرانسه استفاده از کاتالان را در مدارس ممنوع کرد، نیز تداوم داشت. سرکوب کاتالان تا چندین سال پیش رایج بود و در نهایت دولت فرانسه در سال ۲۰۰۷ استفاده از کاتالان را به طور عمومی و در آموزش و پرورش مجاز دانست.
در اسپانیا نیز در زمان‌هایی استفاده از کاتالان ممنوع بود. در اسپانیای فرانکو، استفاده کاتالان در دولت و آموزش کاملاً ممنوع بود. در آغاز حتی به‌کارگیری آن در رسانه‌های جمعی نیز ممنوع بود، اما در اوایل دهه ۱۹۵۰ این ممنوعیت برداشته شد. گرچه انتشار کتاب به کاتالان همچنان ادامه داشت. پس از مرگ فرانکو و سپس تصویب پادشاهی مشروطه اسپانیا، زبان کاتالان ترویج یافته‌است.

## قرون وسطی
در قرن نهم، کاتالان در دو طرف انتهای شرقی پیرنه، و همچنین سرزمین‌های استان رومی هیسپانیا تاراکوننسیس در جنوب از لاتین عامیانه تکامل یافت. از قرن هشتم به بعد، کاتالان‌ها با دفع مسلمانان قلمرو خود را به سمت جنوب و غرب گسترش دادند و زبانشان را در آن مناطق گستردند. با جدایی شهرستان بارسلونا از امپراتوری کارولنژی در سال ۹۸۸، روند گسترش زبان کاتالان بیش از پیش تقویت شد.
در قرن یازدهم، تلمیع‌های لاتین این مناطق شروع به نشان دادن عناصر کاتالان کرد. کاتالان باستان اشتراکات بسیاری با گالی-رومی داشت و حاصل واگرایی از اکسیتان باستان بین قرن ۱۱ و ۱۴ بود.
در طول سده‌های ۱۱ و ۱۲ قلمرو حاکمان کاتالان تا شمال رود ایبرو گسترش یافت و آن‌ها در قرن سیزدهم سرزمین والنسیا و جزایر بالئاری را فتح کردند. شهر آلگرو در ساردینیا در قرن ۱۴ با جمعیت کاتالان‌زبان دوباره آباد شد. این زبان به مورسیا نیز رسید که در قرن پانزدهم اسپانیایی‌زبان شد.
در قرون وسطی، کاتالان دوران طلایی را پشت سر گذاشت و به اوج بلوغ و غنای فرهنگی رسید. برای نمونه می‌توان به کارهای همه‌چیزدان مایورکایی رامون یوی (۱۲۱۵–۱۳۱۵)، چهار تواریخ بزرگ (سده‌های ۱۳–۱۴) و مکتب شعر والنسیا اشاره کرد که توسط آوزیاز مارک (۱۴۵۹–۱۳۹۷) به اوج خود رسید. در قرن پانزدهم، شهر والنسیا به مرکز فرهنگی اجتماعی تاج‌وتخت آراگون تبدیل شد و کاتالان در سراسر جهان مدیترانه حضور داشت. در این دوره، شورای سلطنتی یک زبان کاملاً معیارشده را تبلیغ کرد. کاتالان در سیسیل تا قرن پانزدهم و در ساردینیا تا قرن هفدهم به عنوان زبان رسمی مورد استفاده قرار می‌گرفت. کوستا کارراس در این دوره کاتالان را «یکی از زبان‌های بزرگ اروپای قرون وسطی» می‌نامید.
رمان جوانمردانه تیرانت لو بلانک (۱۴۹۰) از مارتورل، گذر از ارزش‌های قرون وسطایی به دوران رنسانس را نشان می‌دهد، چیزی که در آثار میجه نیز دیده می‌شود. نخستین کتاب چاپ‌شده با روش چاپ سربی در شبه‌جزیره ایبری به زبان کاتالان بود. 

## آغاز دوران نوین
با اتحاد تاج‌های کاستیا و آراگون در سال ۱۴۷۹، استفاده از زبان اسپانیایی به تدریج از ارج بیشتری برخوردار شد و این آغاز روند زوال کاتالان بود. با آغاز سده ۱۶، ادبیات کاتالان تحت تأثیر زبان اسپانیایی قرار گرفت و ادیبان و مردم شهری دوزبانه شدند.
با پیمان پیرنه (۱۶۵۹)، اسپانیا قسمت شمالی کاتالونیا را به فرانسه واگذار کرد و به زودی پس از آن گونه‌های محلی کاتالان آن مناطق تحت تأثیر زبان فرانسوی قرار گرفتند که در سال ۱۷۰۰ تبدیل به تنها زبان رسمی منطقه شد.
اندکی پس از انقلاب فرانسه (۱۷۸۹)، جمهوری اول فرانسه استفاده رسمی از زبان‌های منطقه‌ای فرانسه، مانند کاتالان، آلزاسی، برتون، اکسیتان، فلامان و باسکی را ممنوع کرد و سیاست‌های تبعیض‌آمیزی را اعمال کرد.

## فرانسه: قرن نوزدهم تا بیستم

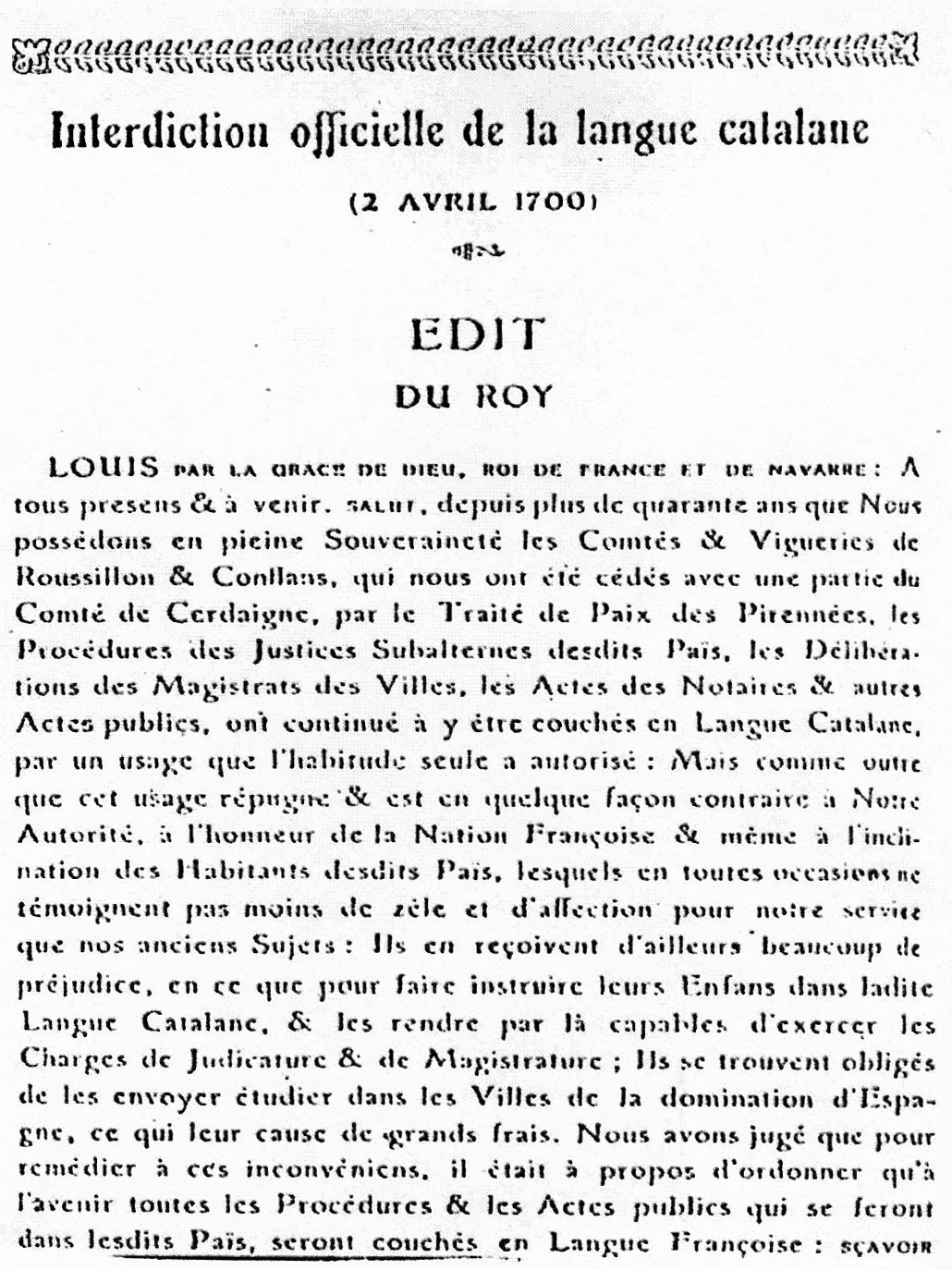
مصوبه رسمی ممنوعیت استفاده از زبان کاتالان در فرانسه

پس از تأسیس مستعمره الجزایر توسط فرانسه از سال ۱۸۳۰، این سرزمین چندین موج از مهاجران کاتالان‌زبان را پذیرفت. مردم استان آلیکانته اسپانیا در اطراف وهران ساکن شدند و الجزیره بیشتر از کاتالونیای شمالی و مینورکا مهاجر داشت. گویش آن‌ها به پاتوئت معروف بود. تا سال ۱۹۱۱ تعداد کاتالان‌زبانان الجزایر در حدود ۱۰۰٬۰۰۰ نفر بود. پس از اعلام استقلال الجزایر در سال ۱۹۶۲، تقریباً همه کاتالان‌زبانان به کاتالونای شمالی یا آلیکانته گریختند. 
دولت فرانسه فقط زبان فرانسه را به عنوان زبان رسمی کشور به رسمیت می‌شناسد. با این وجود، در ۱۰ دسامبر ۲۰۰۷، شورای عمومی پیرنه-اورینتال کاتالان را به عنوان یکی از زبان‌های این اداره به رسمیت شناخت و در صدد ارتقا بیشتر آن در زندگی عمومی و آموزش است.

## اسپانیا: قرن هجدهم تا بیستم
زوال کاتالان در قرن ۱۶ و ۱۷ ادامه یافت. شکست ائتلاف طرفدار هابسبورگ در جنگ جانشینی اسپانیا (۱۷۱۴) مجموعه‌ای از قوانین را آغاز کرد که در میان سایر اقدامات متمرکز، استفاده از زبان اسپانیایی را در اسناد قانونی در سراسر اسپانیا اجباری می‌کرد.
با این حال، قرن نوزدهم شاهد احیای ادبی کاتالان بود (رونسانس کاتالان یا Renaixença)، که تا به امروز ادامه داشته‌است. این دوره با قصیده به میهن (۱۸۳۳) از اریباو آغاز می‌شود. این روند در نیمه دوم قرن نوزدهم و اوایل قرن بیستم با کارهای ورداگر (شعر)، اولر (رمان رئالیستی) و گویمرا (درام) دنبال شد.
در قرن نوزدهم، منطقه کارچه، در استان مورسیا، با حضور کاتالان‌زبانان سرزمین والنسیا دوباره آباد شد. جمهوری دوم اسپانیا (۱۹۳۱ تا ۱۹۳۹) شاهد یک دوره آزادی کوتاه‌مدت برای کاتالان بود و بیشترین محدودیت‌ها در مورد آن برداشته شده بودند. علی‌رغم معیارسازی املایی در سال ۱۹۱۳ و وضعیت رسمی زبان در جمهوری دوم اسپانیا، در اسپانیای فرانکو استفاده از کاتالان در مدارس و در ادارات دولتی بین سال‌های ۱۹۳۹ و ۱۹۷۵ ممنوع بود.  با توجه به خواست فرانکو برای همگن بودن جمعیت اسپانیا، برخی از کاتالونیایی‌ها، که بیشتر از اعضای طبقه بالا بودند، آغاز به عدم استفاده از کاتالان کردند. مهاجرت‌های اسپانیایی‌زبانان در دهه ۱۹۵۰ از سایر مناطق اسپانیا به کاتالونیا نیز علاوه بر از دست دادن ارج کاتالان و ممنوعیت استفاده از آن در مدارس، به کاهش استفاده از این زبان کمک کرد. بیشتر این مهاجران از وجود زبان کاتالان بی‌اطلاع بودند و بنابراین نیازی به یادگیری یا استفاده از آن احساس نمی‌کردند. با وجود همه این سختی‌ها، کاتالان همچنان به صورت خصوصی در خانه‌ها مورد استفاده قرار گرفت و پس از پایان دیکتاتوری فرانکو توانست زنده بماند.

## امروزه
از زمان انتقال اسپانیا به دموکراسی (۱۹۷۵–۱۹۸۲)، کاتالان به عنوان یک زبان رسمی، در آموزش و رسانه‌های جمعی نهادینه شده‌است. همه این‌ها به افزایش ارج آن کمک کرده‌اند. در کاتالونیا، یک جامعه بزرگ غیردولتی چندزبانه وجود دارد. تدریس زبان کاتالان در همه مدارس اجباری است، اما استفاده از زبان اسپانیایی برای تحصیل در سامانه آموزش عمومی کاتالونیا در دو حالت ممکن است - اگر آموزگار تشخیص دهد یا در حین روند یادگیری یک یا چند دانش‌آموز مهاجر تازه‌وارد. همچنین تغییراتی میان‌نسلی به سمت کاتالان وجود دارد.
براساس آمار مؤسسه آماری کاتالونیا، در سال ۲۰۱۳ زبان کاتالان دومین رایج در کاتالونیا پس از اسپانیایی بود و ۴۷٫۵٪ از جمعیت اسپانیایی، ۳۶٫۴٪ کاتالان و ۷٪ هر دو زبان را زبان بومی خود می‌دانستند. در سال ۲۰۰۳، همان مطالعات نشان داد که هیچ ترجیحی برای شناسایی هویت در بین افراد بالای ۱۵ سال وجود ندارد: ۵٪ با هر دو زبان، ۴۴٫۳٪ با کاتالان و ۴۷٫۵ با اسپانیایی خود را معرفی می‌کردند. دولت خودمختار کاتالونیا برای ترویج استفاده از کاتالان، بخشی از بودجه سالانه خود را با نهادهایی مانند کنسرسیوم عادی‌سازی زبانی (Consorci per a la Normalització Lingüística) صرف ارتقا استفاده از کاتالان در کاتالونیا و سایر مناطق می‌کند.
در آندورا، کاتالان همیشه تنها زبان رسمی بوده‌است. از زمان ابلاغ قانون اساسی ۱۹۹۳ این کشور، چندین سیاست حامی کاتالان، مانند آموزش متوسط کاتالان، اجرا شده‌است.
از طرف دیگر، چندین فرایند تغییر زبان در حال حاضر در حال انجام است. در ناحیه کاتالونیای شمالی فرانسه، کاتالان همان روند سایر زبان‌های اقلیت فرانسه را دنبال کرده‌است، زیرا بیشتر گویشوران بومی آن ۶۰ سال یا بیشتر (از سال ۲۰۰۴) هستند. کاتالان به عنوان یک زبان خارجی توسط ۳۰٪ از دانش آموزان دوره ابتدایی و ۱۵٪ از دوره متوسطه تحصیل می‌شود. انجمن فرهنگی La Bressola شبکه‌ای از مدارس تحت مدیریت جامعه را به کاتالان ترویج می‌کند.
در استان آلیکانته، اسپانیایی و در آلگرو ایتالیایی در حال جایگزینی با کاتالان هستند. همچنین در بخش والنسیا، ایبیزا، و به میزان کمتری، در بقیه جزایر بالئاری دوزبان‌گونگی کاملاً ریشه‌ای وجود دارد.